# Fries Berkhout

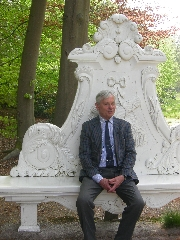
Fries Berkhout op een 18de-eeuwse tuinbank in het park van Paleis Soestdijk

Fries (Jan Godefridus) Berkhout (Varsseveld, 20 februari 1930 - Schiedam, 22 juli 2012) was een Nederlands kunstkenner en provinciaal museumconsulent voor Noord-Holland. Zijn leven was gewijd aan vele vormen van kunst en aan het verzamelen en documenteren daarvan. Zijn specialisaties waren oude schilderkunst, neogotisch meubilair, Purmerends jugendstil-aardewerk, Velser aardewerk, Kinheim tapijten en tuinhistorie. Van 1972 tot 1992 was hij provinciaal museumconsulent voor Noord-Holland.

## Levensloop

### Jeugd en studietijd

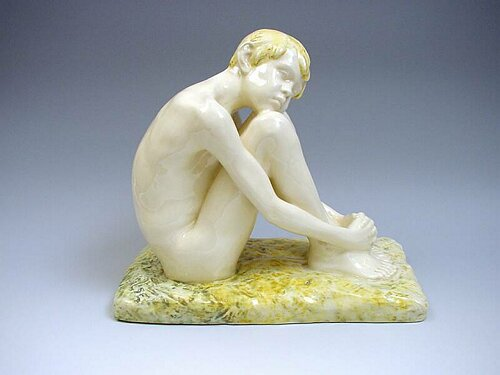
Purmerends aardewerk. Zittende jongen met opgetrokken knieën. NV Haga (1904-1907). Ontwerp August F.H.Falise. In 2012 door Fries Berkhout geschonken aan Purmerends Museum

Berkhout werd geboren in Varsseveld als tweede zoon van huisarts Antoni Dirk Jan Berkhout en Alegonda Edonia Lingbeek. 
Na zijn Haagse middelbareschooljaren in oorlogstijd maakte hij als vrijwillig medewerker kennis met de kunstwereld in dienst bij het Rijksbureau voor Kunsthistorische Documentatie (1947-1949), dat toen onder leiding stond van Horst Gerson In verband met de taak van het RKD, het beschrijven en toegankelijk maken van kunstvoorwerpen in een data-systeem (later IconClass), gingen duizenden reproducties en foto’s door zijn handen. Het verzamelen van reproducties en plaatjes uit tijdschriften en veilingcatalogi heeft Berkhout sindsdien zijn leven lang volgehouden. Het resultaat na ruim zestig jaar verzamelen was een gedegen en zeer uitgebreid documentatiesysteem, opgeborgen in dozen, bestemd voor diverse musea en andere instellingen, als Rijksmuseum Amsterdam, RKD en Openluchtmuseum. Door digitalisering veranderde de vraag, waardoor na zijn dood zijn bibliotheek met boeken en tijdschriften op kunstgebied is versnipperd geraakt en geveild.
Van 1949 tot 1955 studeerde hij als auditor kunstgeschiedenis aan de Universiteit van Amsterdam.

### Dienst voor 's Rijks Verspreide Kunstvoorwerpen
Na zijn studietijd werkte hij van 1955-1972 bij de Dienst voor 's Rijks Verspreide Kunstvoorwerpen (DRVK), een van voorlopers van de huidige Rijksdienst voor het Cultureel Erfgoed. Hij was onder andere verantwoordelijk voor de rijkscollecties toegepaste kunst en als afgeleide daarvan de inventarisatie van het meubilair afkomstig van de Nederlandse paleizen. Als erkenning voor zijn bemoeienis met het koninklijk meubilair heeft hij in 1974 het Erekruis in de Huisorde van Oranje ontvangen.
In dit verband raakte hij ook bijzonder geïnteresseerd in meubelkunst uit de periode van de neogotiek en schreef hij twee artikelen in het tijdschrift Antiek / Tijdschrift voor liefhebbers en kenners van oude kunst en kunstnijverheid over de tot dan toe nog vrijwel onbekende meubelmakers Johannes Abraham Schick (1750-1829) en Albert Eeltjes (1781-1836). Voor zijn artikel Neogotisch meubilair in de collectie van het Rijksmuseum kreeg hij in 1972 de Mr. J. W. Frederiksprijs uitgereikt.
Geheel tegen de heersende smaak van die tijd in verzamelde hij neogotische meubelen. Kunsthistorisch was dat nog onontgonnen terrein. Deze belangstelling is een illustratie van zijn tegendraadsheid die hij in grote mate bezat. Tot groot genoegen van Berkhout kwam museaal en kunsthistorisch erkenning van deze vergeten periode uit de Nederlandse binnenhuiskunst toen het Rijksmuseum er in 1995 een tentoonstelling aan wijdde: De lelijke tijd: pronkstukken van Nederlandse interieurkunst 1835 -1895. 

### Culturele Raad Noord-Holland
In 1972 werd hij als eerste in Nederland aangesteld als provinciaal museumconsulent en wel voor de provincie Noord-Holland. Deze nieuwe functie werd in het leven geroepen omdat de functie van rijksconsulent was opgeheven en er een hiaat was ontstaan in het ondersteunen van musea
Hij breidde dit museum uit met een waaierkabinet. Hierin werden 150 waaiers uit de waaiercollectie van Felix Tal geëxposeerd. Deze verzameling is in 2010 geschonken aan het Koninklijk Oudheidkundig Genootschap. Zijn opdracht in deze functie was de kleinere musea in de provincie Noord-Holland met raad en daad ter zijde te staan. Zo was hij actief betrokken bij de oprichting van nieuwe musea, zoals het Historisch Museum Haarlem, Historisch Museum Haarlemmermeer en Museum Kranenburgh. Daarnaast heeft hij substantieel bijgedragen aan de uitbreiding van onder andere de collecties van het Museum Kennemerland, het Purmerends Museum en Museum Beeckestijn. Ook de historische tuinen van enkele musea kregen zijn aandacht, zoals de kruidentuin van Museum Beeckestijn en de tuinen van Museum Betje Wolff en Museum Kranenburgh. 

### Periode 1992-2012
Na zijn afscheid (vut) in 1992 trad hij toe tot de tentoonstellingscommissie van Museum Kranenburgh in Bergen en tot het bestuur van Museum Kennemerland in Beverwijk. Aan het eerste museum gaf hij samen met Wim Vroom een serie prints cadeau van het werk van Eva Besnyö; voor het laatste museum functioneerde hij van 1993 tot 2008 als vrijwillig conservator.
Met name voor Museum Kennemerland te Beverwijk was Fries Berkhout vaak op pad naar verzamelbeurzen en antiekbeurzen om de collectie te verrijken. Hij hield daarbij altijd een oog op mogelijk collectiemateriaal voor andere musea die hem na aan het hart lagen zoals het Purmerends Museum. Hij was daarbij genereus met schenkingen bij leven. Tot op late leeftijd is Fries Berkhout actief in het bestuur van het Museum Kennemerland geweest, hij was daar niet alleen actief als bestuurslid maar stak ook zijn handen uit de mouwen om te helpen met alle voorbereidingen voor tentoonstellingen en daarbij horende micro verbouwingen.
Fries Berkhout is 22 juli 2012 op 82-jarige leeftijd overleden in Schiedam. Na zijn overlijden hebben verschillende instellingen belangrijke legaten van hem ontvangen, zoals Museum Kennemerland  (Velser aardewerk en Kinheim tapijten); het Purmerends Museum (Purmerends aardewerk); het Rijksmuseum Amsterdam (meubelen), Geldersch Landschap & Kasteelen (neogotische meubelen ter plaatsing in Huis Scherpenzeel) en buitenplaats Beeckestijn (tuinbeeld uit 1777 van de Gebr. Collini).

## Publicaties
(chronologische volgorde)
- Berkhout, J. G. Neogotisch meubilair[5] in de collectie van het Rijksmuseum. Bulletin Rijksmuseum 19, nr.2 (1971). p. 47-69.
- Berkhout, J. G. Johannes Tavenraat (1809-1881), een vergeten romanticus: schilderijen, aquarellen en tekeningen. Catalogus van de tentoonstelling in de Boterhal van het Westfries Museum te Hoorn, 22 juni - 27 aug. 1973. Hoorn, 1973.Johannes Tavenraat (1809-1881). "Mijzelf op een drijfjacht in 't Clever Reichwald". Tentoonstelling Hoorn, 1973

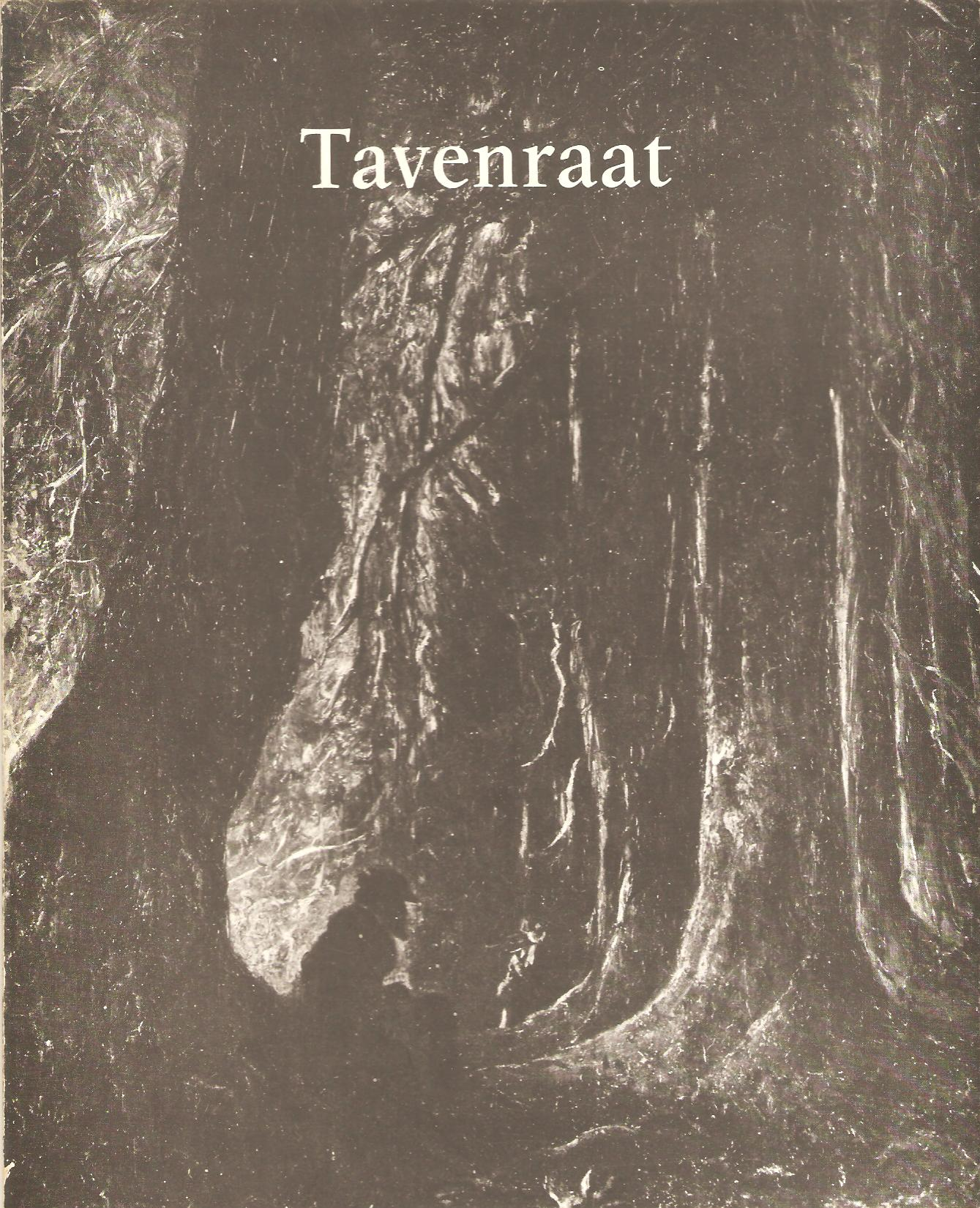
Johannes Tavenraat (1809-1881). "Mijzelf op een drijfjacht in 't Clever Reichwald". Tentoonstelling Hoorn, 1973

- Berkhout, Fries (stoelenvocabulaire) in: Levenslang zitten / Evert van Straaten; Paul Pulle; Willemijn Fock e.a. Boek bij de reizende tentoonstelling, verzorgd door de tentoonstellingsdienst van het Bureau van de Rijksinspecteur voor Roerende Monumenten. Leeuwarden, 1974. (gelijknamige tentoonstelling in 1975 in het kader van de Toer-in Noord-Holland; vervolgens tot in 1976 elders in Nederland).
- [J. G. Berkhout en C. S. Oldenburger-Ebbers]. Rondom de Boom. Begeleidende tekst bij gelijknamige tentoonstelling in Prentenkabinet Singer Laren. [Laren, 1974].
- Berkhout, J. G. De firma Schick, makers van neogotische meubelen. Antiek Jg.9, nr.4 (1974). p. 394-400.
- Berkhout, J. G. de Haagse stoelenmaker Albert Eeltjes (1751-1836). Antiek Jg.9, nr.5 (1974). p. 453-466.
- Venetien, J. van en [J. G. Berkhout]. Geknoopt bij Kinheim. Beverwijk, 1974.
- Berkhout, Fries; Mart Groentjes en Ben Kroon. Monumentaal Noord-Holland. Amsterdam, 1975. tekst bij gelijknamige tentoonstelling.
- Berkhout, J. G.; W. M. Zappey en G. J. Borger. Anderhalve eeuw Groot Noordhollandsch Kanaal: reizende tentoonstelling in Noord-Holland. Haarlem; Den Helder; Amsterdam, 1976.
- Berkhout, J. G. (inleiding); Jaap Romijn en Moniek Peters. Jugendstil uit Purmerend: tentoonstelling van Purmerender aardewerk. Leeuwarden, 1978.
- Peters, M. A. H. M.  en J. G. Berkhout. Catalogus van de tentoonstelling over het vernieuwingsaardewerk te Purmerend omstreeks 1900. Mededelingenblad / Vrienden van de Nederlandse Ceramiek. Afl. 90-91 (1978). p. 38-100.
- Berkhout, J. G. Het land van Holland: ontwikkelingen in het Noord- en Zuidhollandse landschap. Gids bij twee tentoonstellingen. Amsterdam, 1978.
- Berkhout, J. G. (uitleg over waaiers) en F. Tal (inleiding). Waaierweelde in Beeckestijn: keuze uit het waaierkabinet Felix Tal. Velsen, 1979.
- Berkhout, J. G.; Schipper, P., J. van Venetien e.a. Catalogus van en introductie op de tentoonstelling "De vier paddenstoelen en hun sporen" in de Kennemer Oudheidkamer te Beverwijk en het Centraal Museum te Utrecht. Mededelingenblad Nederlandse vereniging  van vrienden van de ceramiek Afl. 99-100 (1980). p. 5-107.
- Berkhout, Fries en Herman Pabbruwe. Museumboek voor Noord-Holland. Baarn, 1982.
- Berkhout, J. G.;G. D. van der Heide en F. D. Zeiler. Taakomschrijving voor een museumbeheerder. LCM publicatie nr.1. Tilburg, 1985.
- Berkhout, J. G.; J. Trijsburg; F. D. Zeiler en G. D. van der Heide. Gerrit van der Heide: vijftig jaar in touw voor natuur- en cultuurbehoud. Zwolle, 1985.
- Berkhout, J. G.; B. A. H. G. Jütte en W. P. H. Scholten. Meten is weten: over belang en gebruik van de thermohygrograaf. LCM publicatie nr. 3. Tilburg, 1991; 1993; 1997.
- Berkhout, J. G. Vloerkleed, ontwerp Dirk Verstraten (1892-1946). Bulletin Vereniging Rembrandt. Jg. 2, nr. 1 (voorjaar 1992). p. 11-14.
- Berkhout, J. G. en J. van Venetien. Aanwinsten Museum Kennemerland. Ledenbulletin 18 Historisch Genootschap Midden Kennemerland. Beverwijk, 1994. p. 21-26.
- Doornberg, F.D.; J. P. Otsen en J. G. Berkhout. Purmerends Jugendstil aardewerk, 1895-1907. Purmerend, 1995.
- Berkhout, Fries; J. van Venetien en Ruud Verwer. Velser aardewerk tachtig jaar jong, verschenen bij de gelijknamige tentoonstelling. Beverwijk, 2000.
- Berkhout, F.; J. Polak en F. Schweitzer (red.). Midden-Kennemerland in zicht per fiets of te voet. Beverwijk, 2003.
- Berkhout, Fries. Een nieuw Kinheim-tapijt in Museum Kennemerland. Ledenbulletin 28 Historisch Genootschap Midden Kennemerland, Beverwijk, 2004. p. 75-77.
- Berkhout, Fries. Vissen. Bulletin van de Vereniging Rembrandt, vol. 14, n° 3. Amsterdam, 2004. p. 11-13.
- Jan de Wildt (red.) Gisteren was ooit vandaag. 75 jaar geschiedenisbeoefening in een groeistad.. Jubileumboek Museum Kennemerland en Historisch Genootschap Midden-Kennemerland 2006. [In dit boek wordt Berkhout een aantal malen genoemd en schreef hij zelf een cursiefje op p. 21-23].
- Berkhout, J. G. Kunst op de vloer: tapijten van Kinheim. in: Mieke Albers (e.a.) Jaarboek 2006 [van Stichting Textielcommissie Nederland]: Nederlandse vloertapijten, Archaeologisch textiel: van vondst tot vitrine. Amsterdam, 2007. p. 109-117.
- Berkhout, Fries. Een geschenk van Willem V aan Jacob Boreel in 1768. Ledenbulletin 31 Historisch Genootschap Midden Kennemerland. Beverwijk, 2008. p. 49-50.
- Berkhout, Fries. Een Beverwijker op De Nachtwacht. Nieuwsbrief Museum Kennemerland / Historisch Genootschap Midden-Kennemerland. Jg. 17 (2009), nr. 46. p. 10.
- Berkhout, Fries. Marie Francoise Berkhout [van 1928 -1940 werkzaam als chef bij Handknoperij Kinheim]. Ledenbulletin 32 Historisch Genootschap Midden Kennemerland. Beverwijk, 2009, p. 71-84.